# Pandanus longicaudatus
Pandanus longicaudatus är en enhjärtbladig växtart som beskrevs av Richard Eric Holttum och Harold St.John. Pandanus longicaudatus ingår i släktet Pandanus och familjen Pandanaceae. Inga underarter finns listade.